# Ciclone tropical intenso Emnati
O ciclone tropical intenso Emnati foi um sistema de baixa pressão de categoria 4 que devastou Madagascar, apenas duas semanas após o ciclone Batsirai atingir o país. Foi a quinta tempestade tropical, o segundo ciclone tropical e o segundo ciclone tropical intenso da temporada de ciclones do Oceano Índico Sudoeste de 2021-2022.
Emnati formou-se a partir de uma zona de distúrbio do clima que foi observada pela primeira vez em 15 de fevereiro de 2022. Continuou para o oeste e intensificou-se constantemente antes de ser nomeado um dia depois. Devido ao presente ar seco e cisalhamento do vento, a tempestade se esforçou para se intensificar significativamente e tornou-se um equivalente de categoria 1 na Escala Saffir-Simpson mais tarde. Depois que conseguiu fechar seu núcleo de fatores proibitivos, a tempestade rapidamente se intensificou em uma categoria equivalente a 4 dias depois, formando um pequeno olho em torno de seu CDO. Emnati então passou por um longo ciclo de substituição da parede do olho, que enfraqueceu fortemente a tempestade à medida que se aproximava de Madagascar. Eventualmente, ele enfraqueceu de volta para um ciclone equivalente de categoria 1 antes de atingir o país.

## História da tormenta
Emnati inicialmente se desenvolveu como uma zona de distúrbio do clima, onde se moveu para o oeste sobre as águas abertas do Oceano Índico. As condições ambientais foram avaliadas como sendo marginalmente favoráveis à ciclogênese tropical, com temperaturas quentes da superfície do mar perto 28 °C (82 °F) e vento vertical baixo, com a perturbação localizada a cerca de 420 nmi (780 km; 480 mi) para o sul de Diego Garcia. No mesmo dia, o JTWC emitiu um Alerta de Formação de Ciclone Tropical no sistema e às 21:00 UTC o JTWC posteriormente iniciou alertas no sistema e o classificou como Ciclone Tropical 13S. No dia seguinte, o sistema se organizou em um distúrbio tropical. O sistema continuou a se organizar e, às 12:00 UTC, o MFR atualizou o sistema para uma depressão tropical. Em 17 de fevereiro, a Météo-France (MFR) informou que o sistema havia se tornado uma tempestade tropical moderada e o Centro Sub-Regional de Assessoramento de Ciclones Tropicais em Maurício o nomeou Emnati. Em 18 de fevereiro, às 00:00 UTC, a MFR marcou o ciclone Emnati como uma tempestade tropical severa. Apenas três horas depois, o JTWC atualizou Emnati para um ciclone tropical de categoria 1 na escala Saffir-Simpson (SSHWS). Devido às condições mais favoráveis, o Emnati intensificou-se para um ciclone tropical. Um dia depois, classificado pelo JTWC como um ciclone tropical de categoria 2. Às 12:00 UTC, 20 de fevereiro, o ciclone atingiu seu pico de intensidade quando o JTWC foi atualizado para um ciclone tropical de categoria 4. O ciclone então enfraqueceu lentamente devido a um ciclo de substituição da parede do olho e atingiu a costa em 23 de fevereiro como um ciclone tropical de categoria 1 sobre Madagascar. No final de 24 de fevereiro, o JTWC emitiu seu aviso final no sistema.

## Preparativos e estragos causados por Emnati

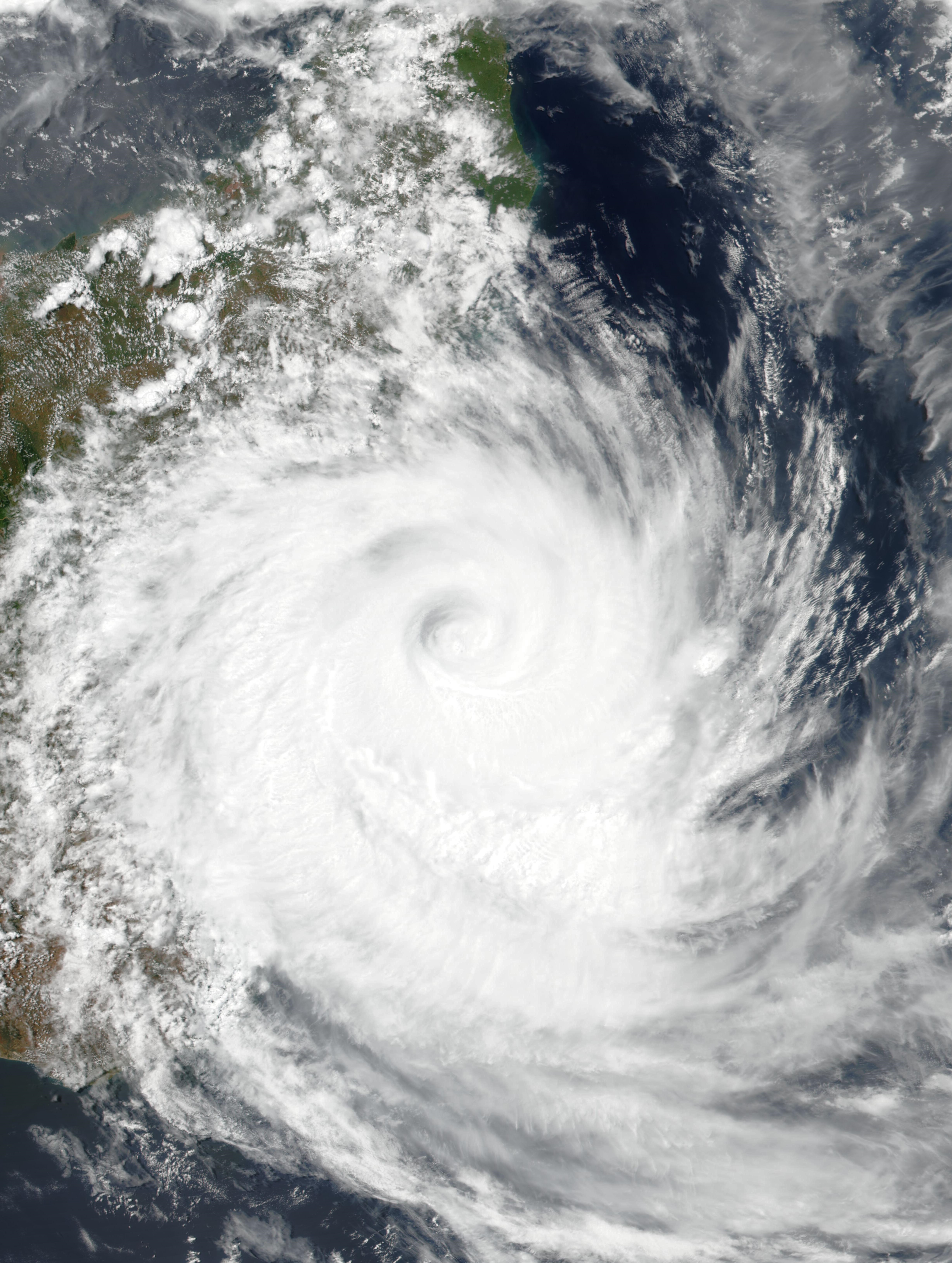
Ciclone Emnati se aproximando de Madagascar em 22 de fevereiro de 2022

### Maurício
Um aviso de Classe 4 foi emitido quando a tempestade passou ao norte da ilha.

### Reunião
Um alerta vermelho foi declarado na Ilha da Reunião.

### Madagascar
Alertas vermelhos, amarelos e verdes foram emitidos quando o ciclone se aproximou da ilha. Esperava-se que os solos saturados dos efeitos de Batsirai anteriores piorassem os danos potenciais das chuvas. Previsão de chuva muito forte, com mais de 400-500 milímetros caindo na área de terra projetada. Inundações repentinas e deslizamentos de terra foram avisados. Temia-se que a terrível situação humanitária em Madagascar piorasse com a chegada de Emnati. Em resposta à passagem do ciclone, a IFRC buscou fundos adicionais para os esforços de socorro. O secretário-geral da Cruz Vermelha malgaxe disse que a tempestade foi uma "dupla tragédia". Parceiros humanitários e outras equipes de resposta foram colocados em Madagascar para ajudar após a chegada da tempestade. Estoques de alimentos e itens não alimentares também foram guardados para os afetados, principalmente pré-posicionados em Mananjary e Manakara. Aviões e barcos também foram identificados para ajudar a facilitar avaliações rápidas de danos. Previa-se que as águas das enchentes de várias áreas de chuvas de 4-8 polegadas também fossem acentuadas pelo terreno montanhoso de Madagascar, e temia-se que os impactos das tempestades e do vento fossem generalizados. Mais de 30.000 pessoas foram transferidas para áreas de segurança antes do desembarque.

## Impactos e rescaldo

### Maurício
Fios elétricos e árvores foram arrancados do chão em alguns lugares. Rajadas de 108 km/h foram registrados na ilha, juntamente com algumas inundações e estruturas tombadas.

### Reunião
As fortes chuvas causaram inundações em muitas áreas costeiras. Nenhuma morte foi relatada e os efeitos e danos gerais foram menores do que o previsto. 7.000 casas estavam sem energia quando a tempestade passou e 3.400 sofreram cortes de água. As escolas fecharam no dia 21 de fevereiro devido ao ciclone, assim como várias estradas.

### Madagascar
A tempestade atingiu o país apenas 18 dias depois de Batsirai.
Emnati desembarcou no país na meia-noite de 22 de fevereiro, com ventos de 135 km/h. Ao menos 15 mortes foram relatadas pela tempestade em Madagascar. As casas foram inundadas e os telhados das casas foram arrancados. A eletricidade e a água também foram cortadas em várias comunidades. A gendarmerie em Fitovinany registrou 624 cabanas danificadas. Mais de 2.000 casas foram danificadas em Manakara, e estima-se que 70 a 80 por cento de Farafangana foi destruída por Emnati; com testemunhas detalhando edifícios destruídos, centros de acomodação danificados e estradas sendo cortadas. As comunidades nos distritos de Vohipeno e Midongy-Atsimo foram inundadas por Emnati devido às inundações dos rios próximos. 44.000 pessoas foram deslocadas. Um trecho de 10 metros (33 pés) de estrada foi lavado pela chuva forte. Temia-se que a ameaça de fome piorasse devido aos efeitos de Emnati na agricultura.